# Peosta
Peosta is een plaats (city) in de Amerikaanse staat Iowa, en valt bestuurlijk gezien onder Dubuque County.

## Demografie
Bij de volkstelling in 2000 werd het aantal inwoners vastgesteld op 651. In 2006 is het aantal inwoners door het United States Census Bureau geschat op 1043, een stijging van 392 (60,2%).

## Geografie
Volgens het United States Census Bureau beslaat de plaats een oppervlakte van 3,5 km², geheel bestaande uit land. Peosta ligt op ongeveer 235 m boven zeeniveau.

## Plaatsen in de nabije omgeving
De onderstaande figuur toont nabijgelegen plaatsen in een straal van 12 km rond Peosta.